# Galdames
Galdames ist eine Gemeinde mit 821 Einwohnern (Stand: 2024) in der Provinz Bizkaia in der Autonomen Gemeinschaft Baskenland im Norden Spaniens. Die Gemeinde besteht aus den Ortschaften Concejuelo, Montellano, San Esteban Galdames, San Pedro Galdames, Atxuriaga, Txabarri, Humaran, Larrea und Uraiaga. Der Verwaltungssitz befindet sich in San Pedro Galdames.

## Lage
Galdames befindet sich etwa 15 Kilometer westlich von Bilbao im Tal des Río Barbadun in einer Höhe von ca. 75 m.

## Bevölkerungsentwicklung
| Jahr      | 1950 | 1970 | 1981 | 1991 | 2001 | 2011 | 2021 |
| Einwohner | 2285 | 1204 | 812  | 799  | 814  | 849  | 842  |

## Sehenswürdigkeiten
- Turm von Loizaga, heute Automuseum
- Peterskirche
- Jakobuskapelle
- Rathaus

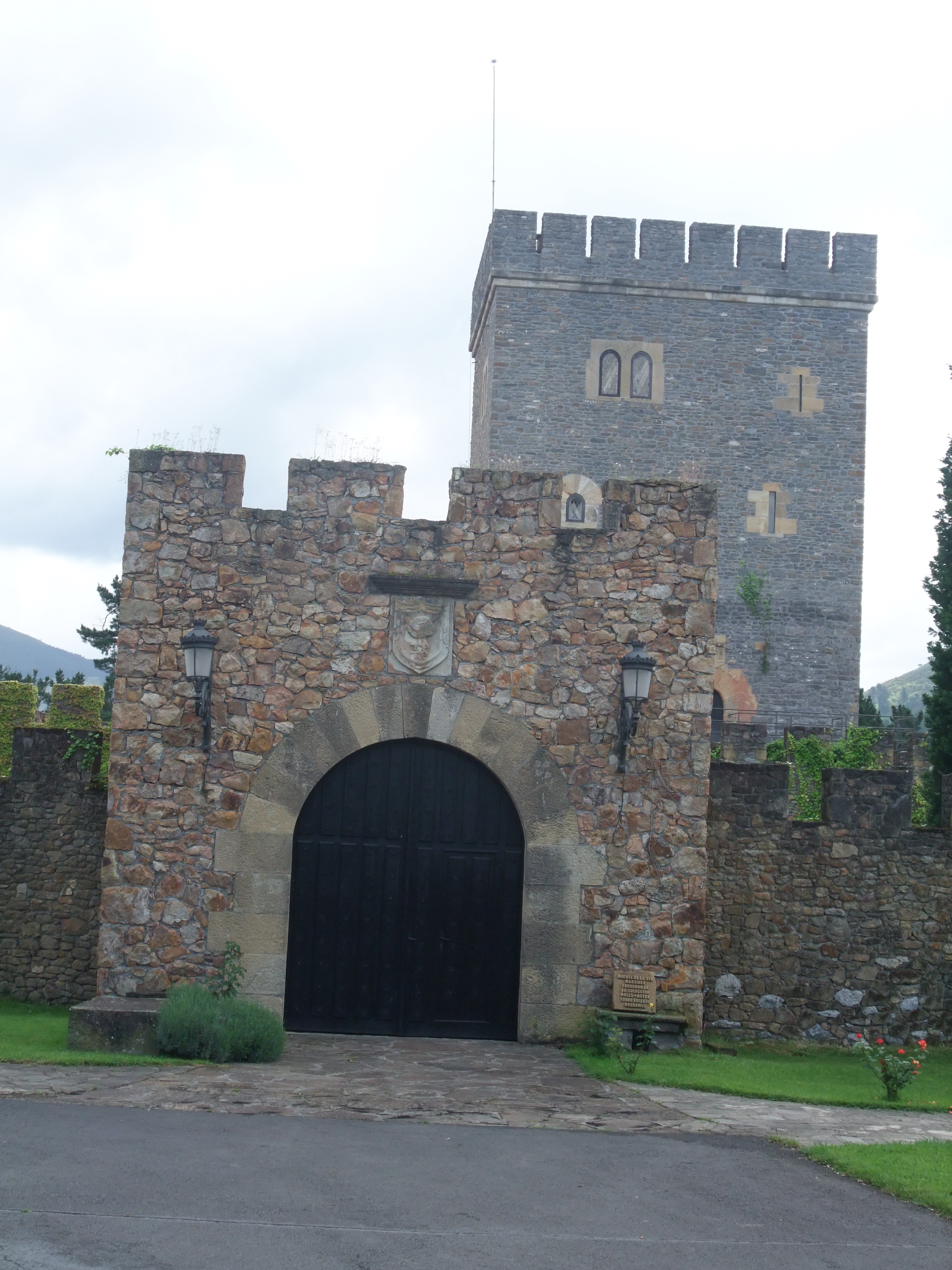
Turm von Loizaga
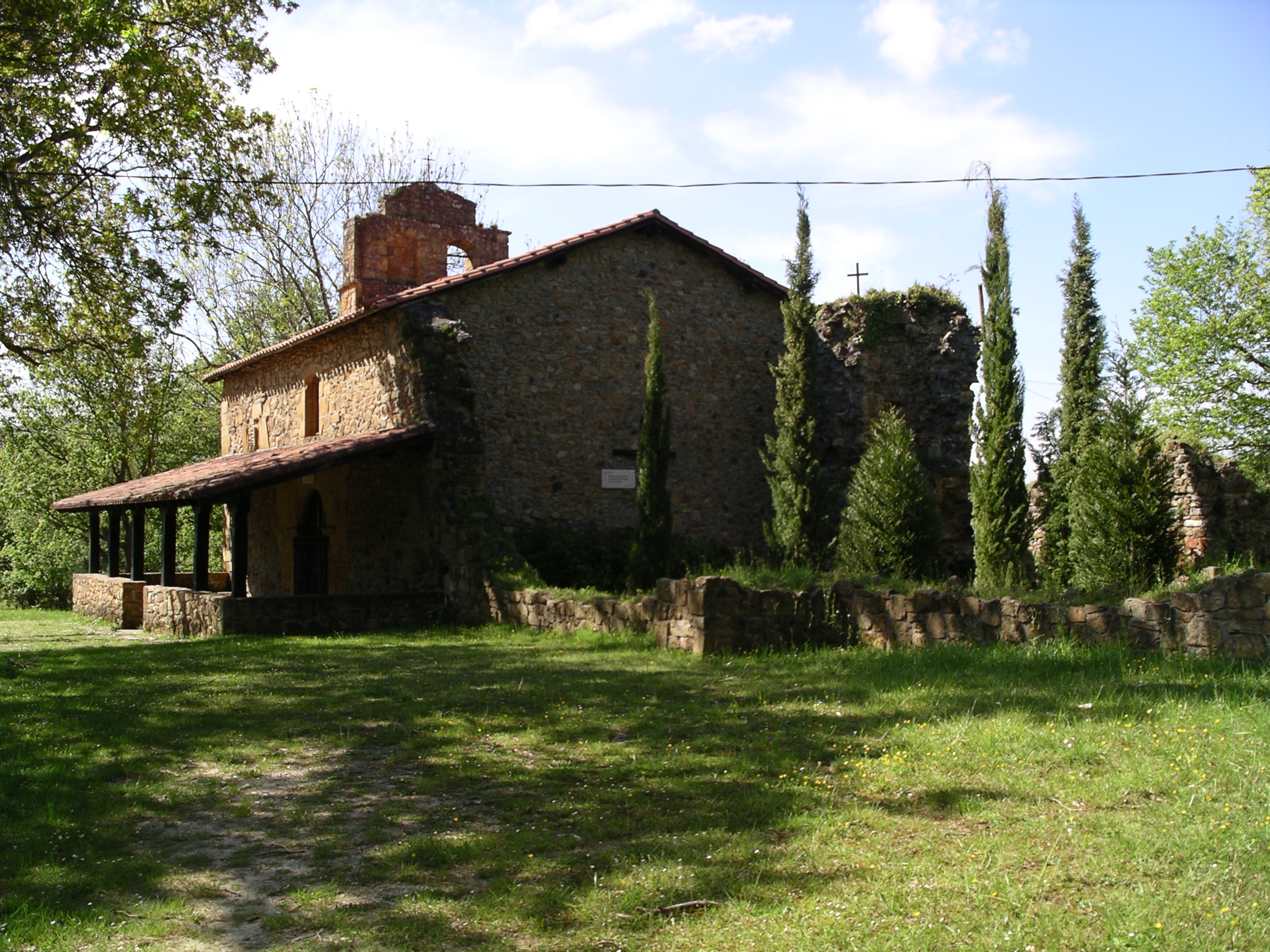
Jakobuskapelle

## Persönlichkeiten
- Antonio de Trueba (1819–1889), Schriftsteller
- Víctor Gil Lechoza (1932–2001), Bischof von Minas